# منزل علي شريعتي
منزل علي شريعتي (بالفارسية: خانه علی شریعتی) هو منزل تاريخي يعود إلى عصر دولة بهلوية، ويقع في طهران.